# Wybory parlamentarne w Hiszpanii w 1933 roku
Wybory parlamentarne w Hiszpanii w 1933 roku zostały przeprowadzone 19 listopada. Zwycięstwo odniosły partie prawicowe otrzymując łącznie 3365,7 tys. głosów. Centrum (gdzie dominowali radykałowie) zdobyło 2051,5 tys. głosów, a ugrupowanie lewicowe 3,118 mln (z czego socjaliści otrzymali 1,7 mln a katalońska Esquerra 453 tys. głosów).
| Partia | Głosów (%)       | Mandaty |
| --- | ---------------- | ------- |
| Hiszpańska Konfederacja Prawicy Autonomicznej (Confederación Española de Derechas Autónomas)                         | 26,89            | 117     |
| Radykalna Partia Republikańska (Partido Republicano Radical)                                                         | 23,90            | 104     |
| inna centroprawica - Hiszpańska Partia Rolnicza (Partido Agrario) - Karliści (Carlistas) - monarchiści (Monárquicos) | 20,68            | 90      |
| Hiszpańska Socjalistyczna Partia Robotnicza (Partido Socialista Obrero Español)                                      | 13,33            | 58      |
| Liga Regionalna (Lliga Regionalista)                                                                                 | 5,51             | 24      |
| Republikańska Lewica Katalonii (Esquerra Republicana de Catalunya)                                                   | 5,37             | 23      |
| Akcja Republikańska (Acción Republicana)                                                                             | 1,60             | 7       |
| inna centrolewica | 1,37             | 6       |
| Radykalna Partia Socjalistyczna (Partido Radical-Socialista)                                                         | 0,68             | 3       |
| federaliści (Federalistas)                                                                                           | 0,45             | 2       |
| Komunistyczna Partia Hiszpanii (Partido Comunista de España)                                                         | 0,22             | 1       |
| | 100% (8 535 200) | 435     |